# 尼泊爾國徽
尼泊爾國徽图案自1930年起使用，历经多次更改，现行国徽是在尼泊爾內戰後於2006年12月30日開始採用，并于2020年6月13日作最新修订。
国徽圖案由上而下包括尼泊爾國旗、珠穆朗瑪峰、綠色的丘陵、版圖、黃色的平原區、一對互握的手（象徵兩性平等）。周圍飾有杜鵑花（國花），下有紅色飾帶，以梵文書有國家格言：जननी जन्मभूिमश्च स्वर्गादपि गरीयसी（母親與祖國勝於天堂）。
早期尼泊尔国徽上有中央濕婆神、左右各有一名廓爾喀人，修改後的徽上有王冠、廓爾喀之神（廓爾喀人的守護神）的腳印、兩面國旗、兩面廓爾喀刀、喜瑪拉雅山脈、白色的牛、綠尾虹雉，下面的花和飾帶與新版並無分別。
2020年6月13日，尼泊尔议会通过决议，新版尼泊尔国徽上，将尼泊尔-印度边境的卡拉帕尼、里普列克和林比亚杜拉等地区标记为尼泊尔领土，印方对此表示抗议。

## 历代国徽

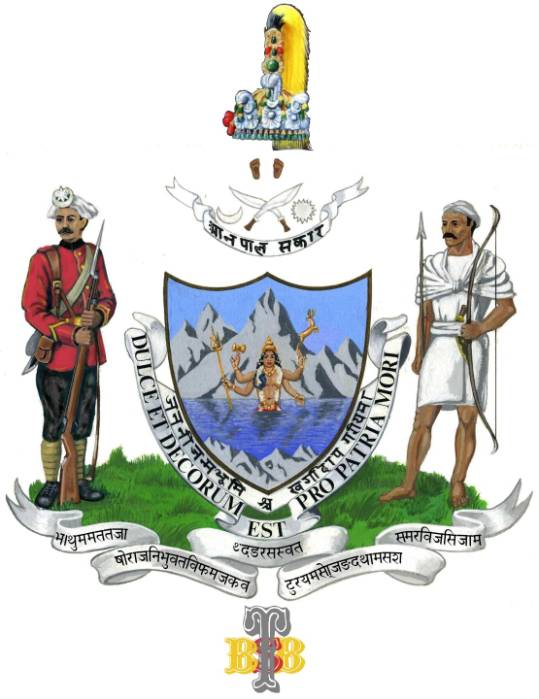
(1930～1935)
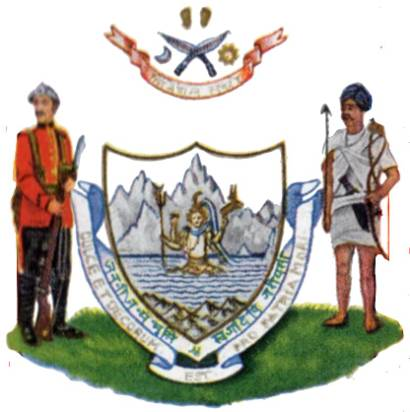
(1935～1946)
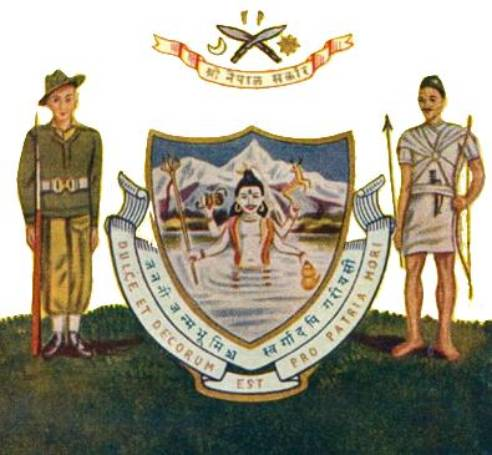
(1946～1962)
(1962～2008)
(2008～2020)